# 帕拉豹蛛
帕拉豹蛛（学名：Pardosa paralapponica）为狼蛛科豹蛛属的动物。分布于蒙古以及中国大陆的黑龙江、西藏等地。该物种的模式产地在黑龙江。